# ブルースペース

モネの睡蓮（Google Arts & Culture）

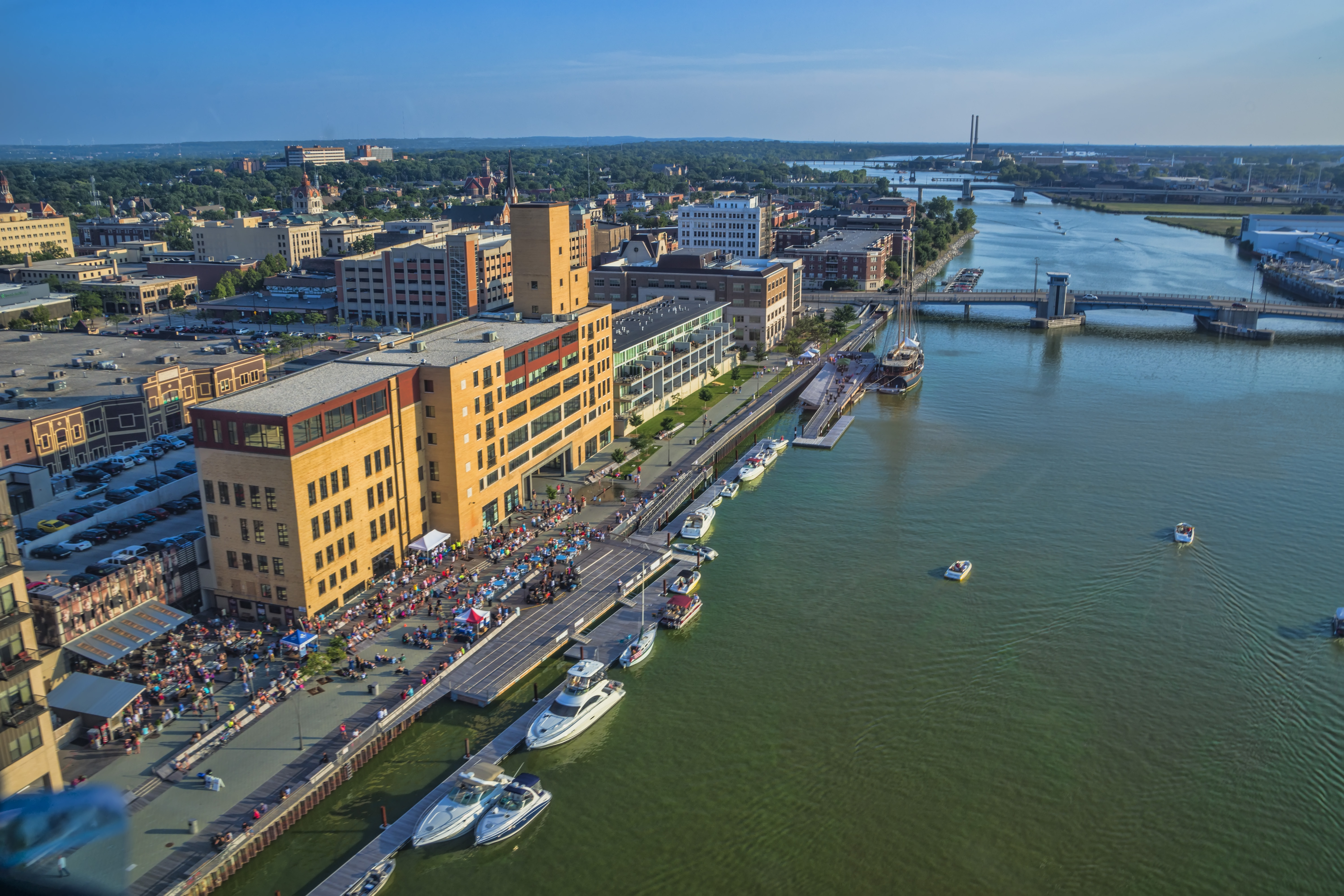
ウィスコンシン州フォックス川沿いのダウンタウングリーンベイシティデッキ

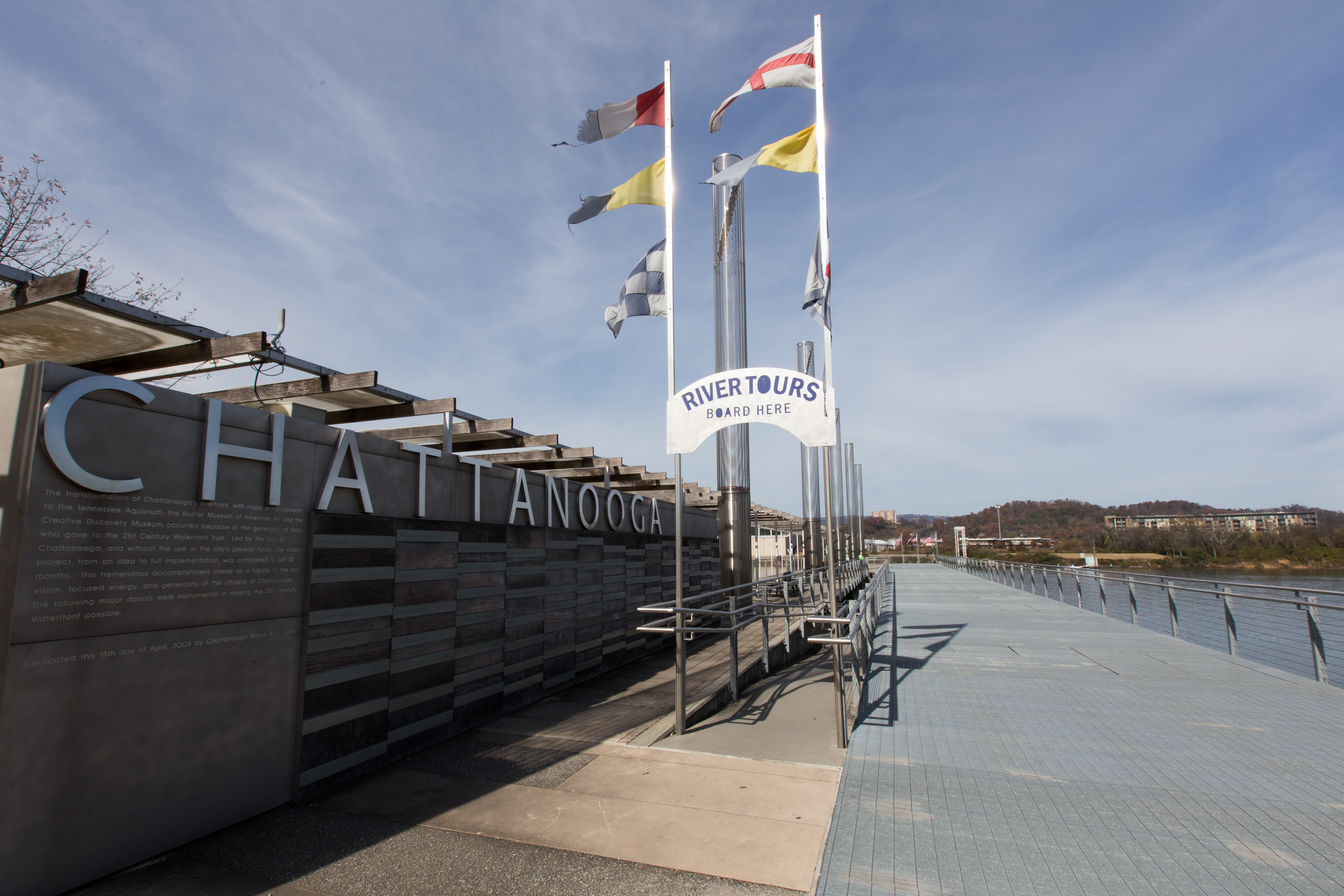
チャタヌーガの河岸（Panoramio）

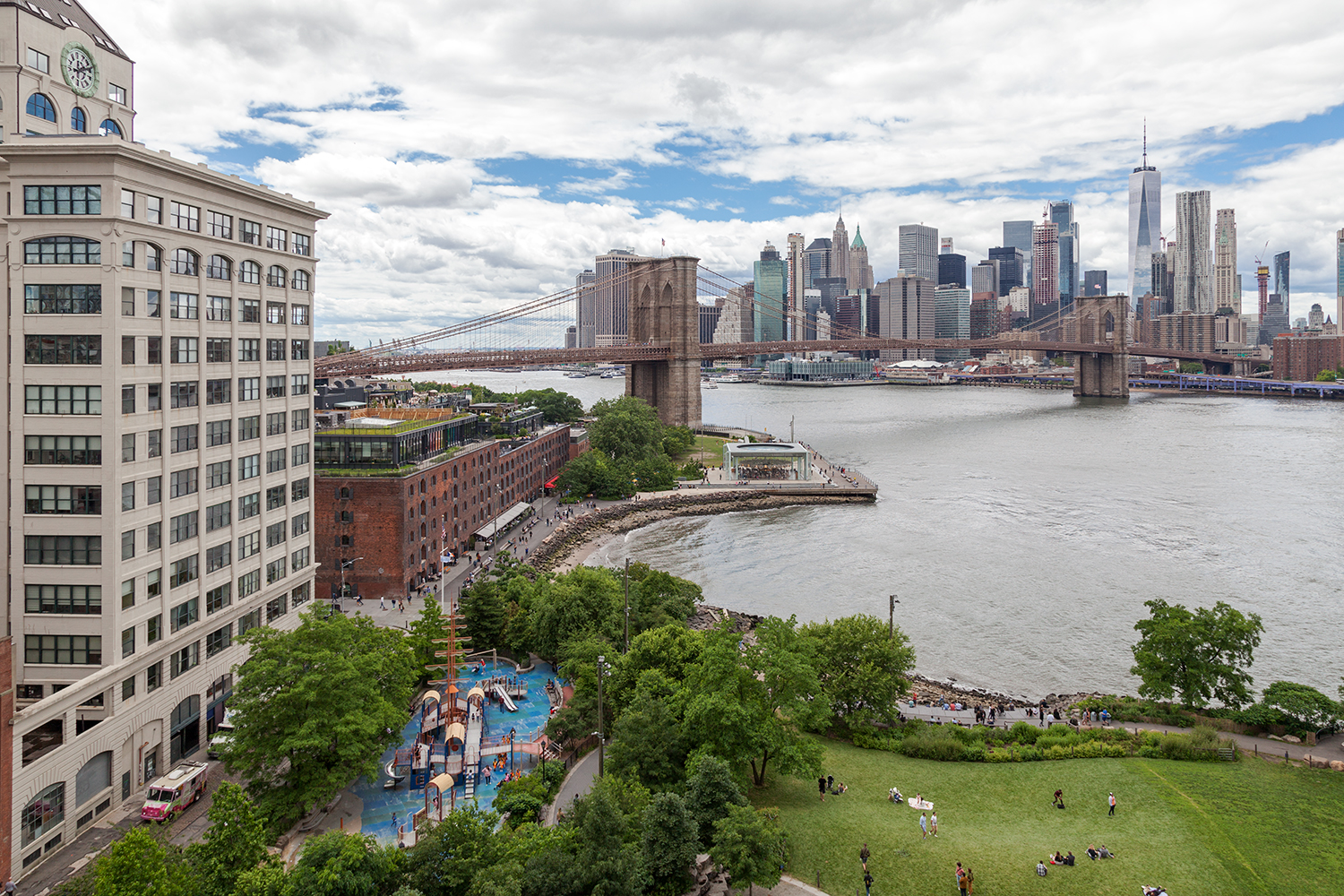
マンハッタン橋からのブルックリン橋公園の眺望

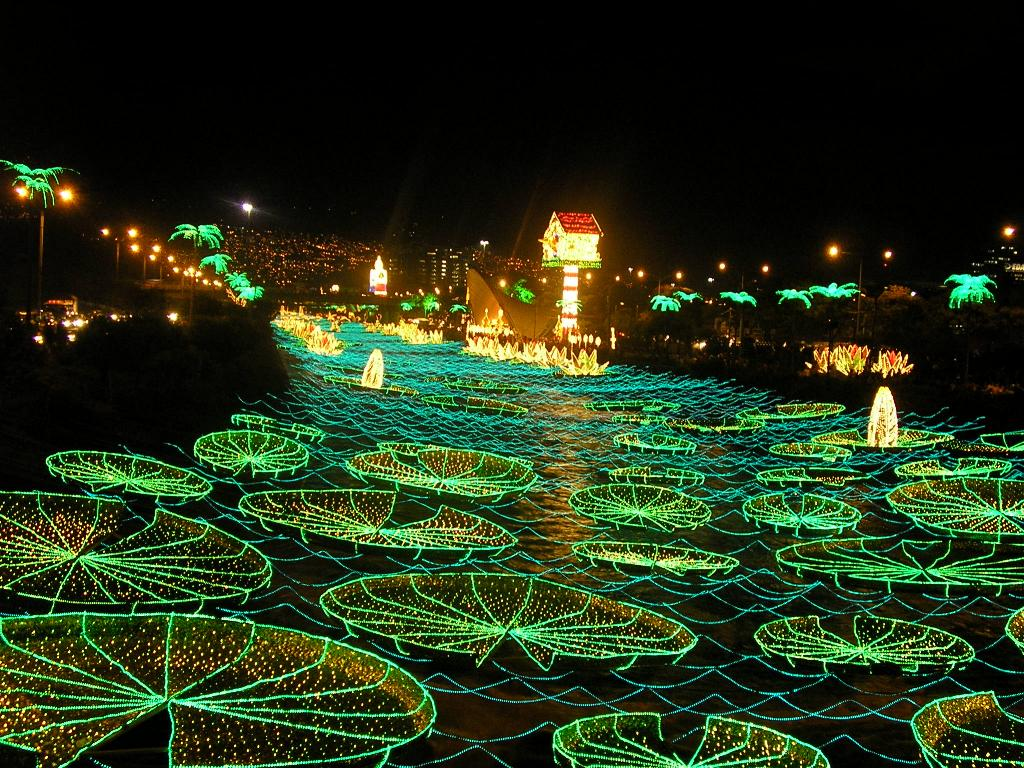
2004年コロンビア メデジンのクリスマス

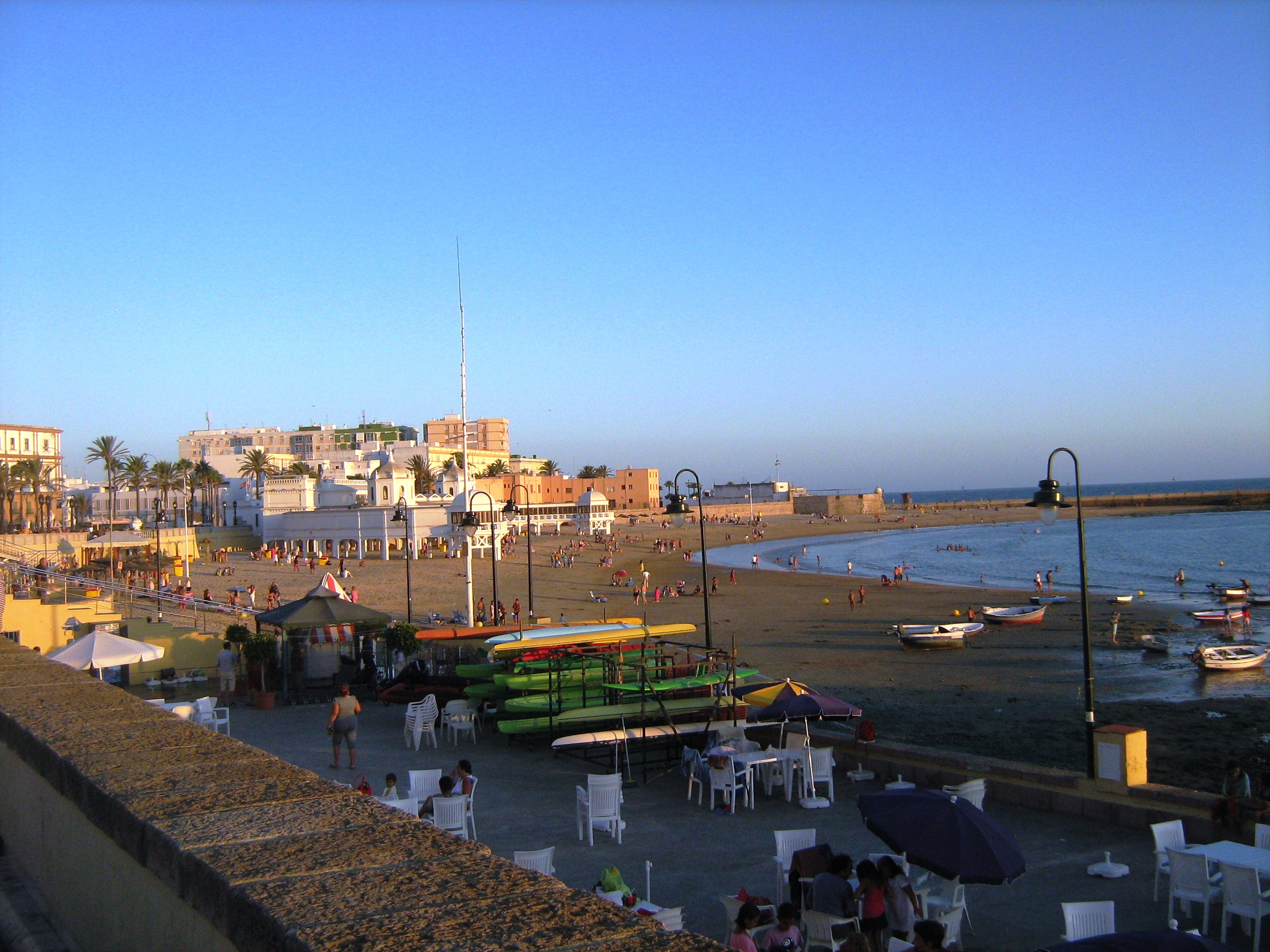
カディスのカレタビーチ（Panoramio）

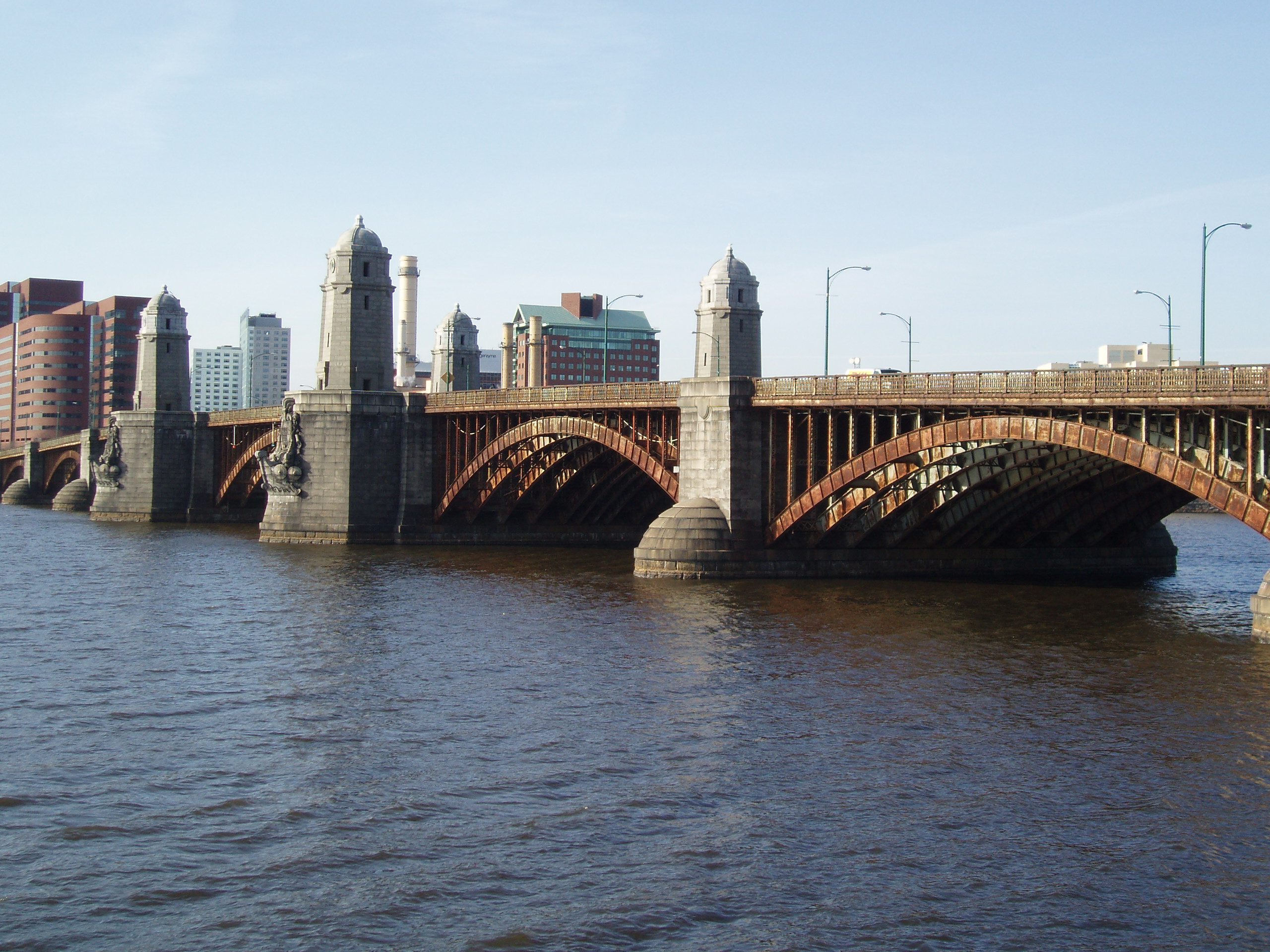
ボストンロングフェロー橋

都市計画や都市設計におけるブルースペース（Blue space）（ブルーインフラとも言われる）は、陸上の水域や水路で構成されている領域を指す。緑地（公園や庭園など）との接続により、都市の高温（ヒートアイランド）による暑さに関係する疾病のリスクを減らす助けになるかもしれない。都市の水域の多くは、ロンドンのテムズ川のように開発を経て、多くの都市の地理的に統合された機能として自然に存在している。
アクセス可能なブルースペースは、チャタヌーガ川の水辺（チャタヌーガ）やウィスコンシン州グリーンベイのシティデッキ、ニューヨーク市のブルックリン橋公園のような水辺の改築計画、さらにはコロンビアのメデジンのクリスマスライツのような川辺の祭りで見られるような、近隣を活性化する助けになり、また社会関係の増大を推進できる。インターナショナル・ウェル・ビルディング・インスティチュート（IWBI™）が運営するWELLやザ・センター・フォー・アクティブ・デザイン（CfAD）が開発し運営するFitwelのような健康建築を推進する設計指針は、居住者の健康を改善する戦略として水の特色を組み込むことを推奨し、あるいはハーバード公衆衛生大学院で開発された「健康建築の9つの基礎」は、自然の眺めや自然の影響を受けた要素に屋内からアクセスできることを推奨している。
魅力的な自然の特色にアクセスできる周辺地域はジェントリフィケーションの影響を受けやすいために、水域に関係ある社会的利益が公平に行き渡らず、高品質のブルースペースへのアクセスに欠ける環境正義地域が発生することがある。   

## ブルースペースの健康面での利点
水域への近接は、飲み水における水系感染症や洪水の危険、溺死のように人間に危険をもたらす可能性がある。しかし科学的証拠は、ブルースペースに接することも水域近くのものに対する様々な健康享受に関係があることを示している。この現象を説明できるメカニズムの一つは、エドワード・オズボーン・ウィルソンが発展させたバイオフィリア仮説によるものである。この理論は人間がグリーンスペースやブルースペースなどの自然環境を潜在意識下で探すようになった進化を通じて自然との強い関わりを発展させてきたことを示している。最近の研究は、グリーンスペースやブルースペースへの近接が健康に有益になり得る理由を更に説明できる主要な道筋を3つ確認している。
- 緩和は人工的な環境に自然環境が持ち込まれる物理的な改善、例えばヒートアイランドや交通による大気汚染、騒音の軽減といったものに関係して、健康的な利益を扱う。
- インストレーションは自然領域によりもたらされる身体活動の増大や社会的つながりに関連した身体活動その他の好影響の促進に焦点を当てている。
- 回復はいかに自然環境の脅威のない特性が負の感情を減らし認知的回復を増大させるかを説明している[15]。

## 身体の健康におけるブルースペースの影響

### 身体活動の増大
様々な研究は、沿岸地域近くに住む人々は、沿岸の散歩道の存在により、健康に適った適度で活力ある身体活動に従事することを好むことを見出している。ブルースペースの美的特性が人々にブルースペースでの活動への参加を促す可能性を示す研究もある。しかし水域への単純な近さだけでは身体活動の増進を促すには十分ではなく、アクセス可能であることも必要である。十代に焦点を当てた研究では、海岸近くに住む人々の中でも、家と水域の間に主要な道路がある人々は、海岸に直接行ける人々と比べて身体活動の度合いが低くなることを見出した。

### 肥満の減少
ブルースペースは身体活動の増大を促進するので肥満を減らす可能性があり、ある研究は都市部の緑地帯や河岸から遠くに住む人は肥満のリスクを増大させる可能性があることを示唆している。

### 呼吸関連の健康の改善
慢性閉塞性肺疾患（COPD）のある人に対してグリーンスペースやブルースペースがもたらす健康における影響を図る研究で示されているように、水の動きにより発生する霧や水煙で、ブルースペース近くの生活は気管支喘息のような気管支疾患のある人の生活の質を改善できる。

## 精神の健康におけるブルースペースの影響

### 全般的な精神の健康の改善
研究者は緑地帯や沿岸部近くに住む人々について心理学的事例が減少することを見出した。研究の中には海洋体験や川沿いを走ることがPTSDにさいなまれる帰還兵を助けることを見出したものがある。別の研究は、サーフィンのような水に関連する活動に参加することが精神的な健康問題をうまく処理することを助け自信や自立の経験を発展させるのを助けることを見出した。

### 心的状態と幸福感の改善
ブルースペースに接することも幸福感の増進に関連している。幸福感に関するグリーンスペースとブルースペースの効果を研究する研究者の団体は、人々が水際の風景の近くにいる時に心的感覚をたどるモバイルアプリケーションを用いた。研究者は人々が水域の近くにいる時に幸福感が増すことを見出した。身体の健康に焦点を当てた発見と一致するように、ブルースペースが心的状態にもたらす好影響は、居住者と水の間の距離が増すにつれて減少すると見られている。

### 薬とアルコールの常用からの回復の改善
セーリングのような、ブルースペースでの教育的介入は、薬やアルコールのリハビリテーションを受ける人々に好影響があることを示している。

## ブルースペースによる健康効果の測定方法
ブルースペースの介在による環境効果の測定は、健康影響測定（HIA）の実施で可能である。

## ブルースペースの品質測定ツール
ブルースペースに焦点を当てる研究者の団体は、これの質と潜在的な健康享受を計るために特に設計された新しい手段を開発している。この手段は共同体や都市の設計者や風景のデザイナーが用いるために開発されている。